# Fryeburg (condado de Oxford)
Fryeburg es un lugar designado por el censo ubicado en el condado de Oxford en el estado estadounidense de Maine. En el Censo de 2010 tenía una población de 1.631 habitantes y una densidad poblacional de 209,84 personas por km².

## Geografía
Fryeburg se encuentra ubicado en las coordenadas 44°1′12″N 70°58′19″O / 44.02000, -70.97194. Según la Oficina del Censo de los Estados Unidos, Fryeburg tiene una superficie total de 7.77 km², de la cual 7.72 km² corresponden a tierra firme y (0.73%) 0.06 km² es agua.

## Demografía
Según el censo de 2010, había 1.631 personas residiendo en Fryeburg. La densidad de población era de 209,84 hab./km². De los 1.631 habitantes, Fryeburg estaba compuesto por el 91.11% blancos, el 0.74% eran afroamericanos, el 0.06% eran amerindios, el 5.52% eran asiáticos, el 0% eran isleños del Pacífico, el 0.37% eran de otras razas y el 2.21% pertenecían a dos o más razas. Del total de la población el 2.27% eran hispanos o latinos de cualquier raza.